# Cyril Veyret
Pour les articles homonymes, voir Veyret.
Pas d'image ? Cliquez ici

a Compétitions nationales et continentales officielles uniquement.

Dernière mise à jour le 23 septembre 2023.
Cyril Veyret, né le 30 janvier 1988, est un ancien joueur français de rugby à XV évoluant au poste de deuxième ligne.

## Biographie
Cyril Veyret commence le rugby au club de Saint-Marcellin avant de venir au FC Grenoble.

## Palmarès
- Champion de France de Pro D2 en 2012